# مرغ باران شیرجه‌زن
مرغ باران شیرجه‌زن (نام علمی: Pelecanoides) نام یک سرده از تیره مرغ‌سقانمایان است.

## گونه‌ها
- مرغ سقانمای پرویی Pelecanoides garnotii
- Magellanic diving petrel Pelecanoides magellani
- South Georgia diving petrel Pelecanoides georgicus
- Common diving petrel Pelecanoides urinatrix